# Schönberg (Naturschutzgebiet)
Koordinaten: 50° 49′ 6″ N, 11° 28′ 25″ O

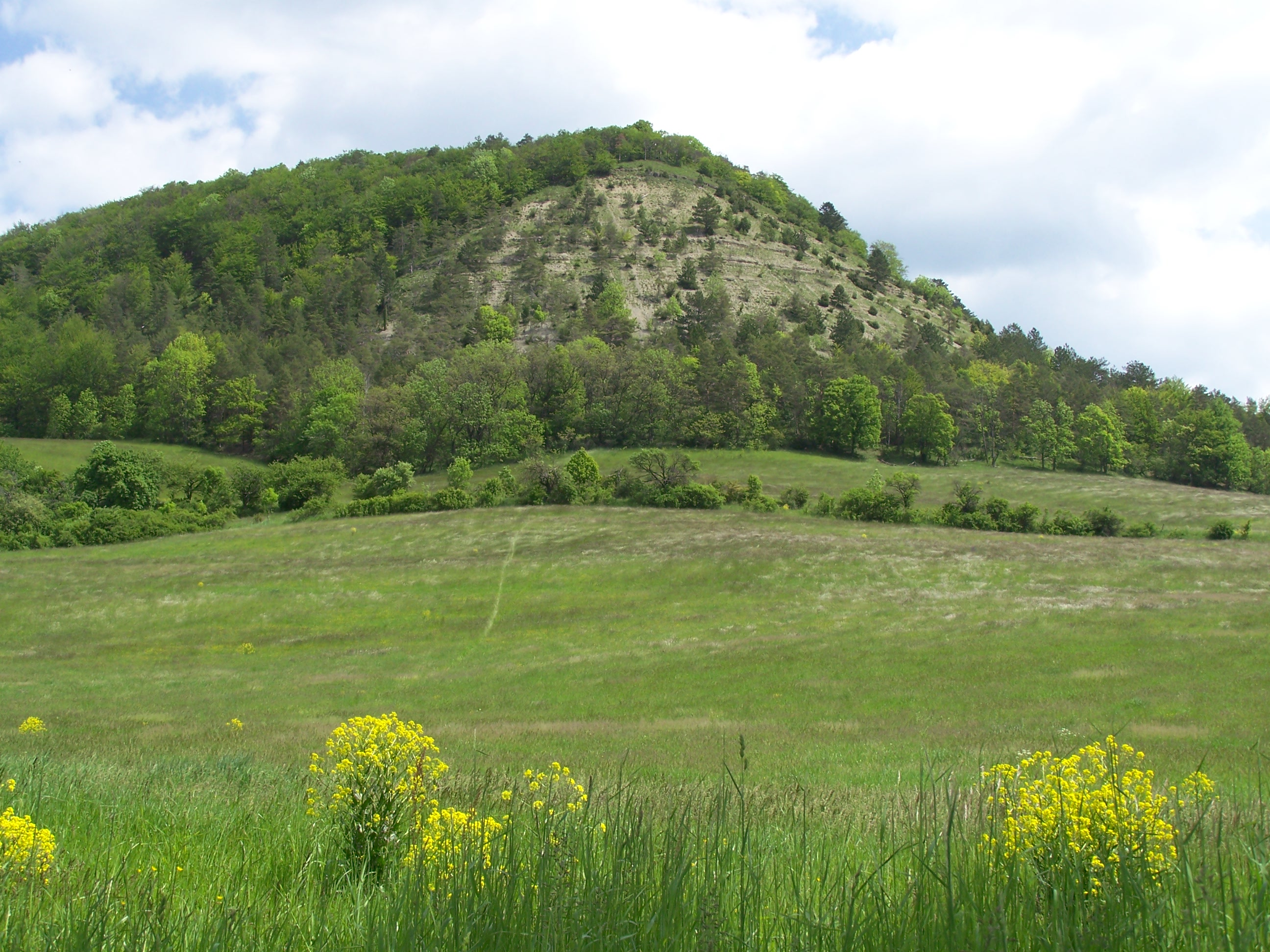
Naturschutzgebiet Schönberg (Mai 2019)

Das Naturschutzgebiet Schönberg liegt im Saale-Holzland-Kreis in Thüringen.
Das Gebiet erstreckt sich nördlich von Reinstädt. Am westlichen Rand des Gebietes und nördlich verläuft die Kreisstraße K 181, südwestlich verlaufen die K 208 und die K 180. Im Gebiet erhebt sich der 452 Meter hohe Schönberg, südlich fließt der Reinstädter Bach, ein linker Saale-Zufluss.

## Bedeutung
Das	45,5  ha große Gebiet mit der Kennung 179 wurde im Jahr 1989 unter Naturschutz gestellt. 